# Wasserturm San Nicolas

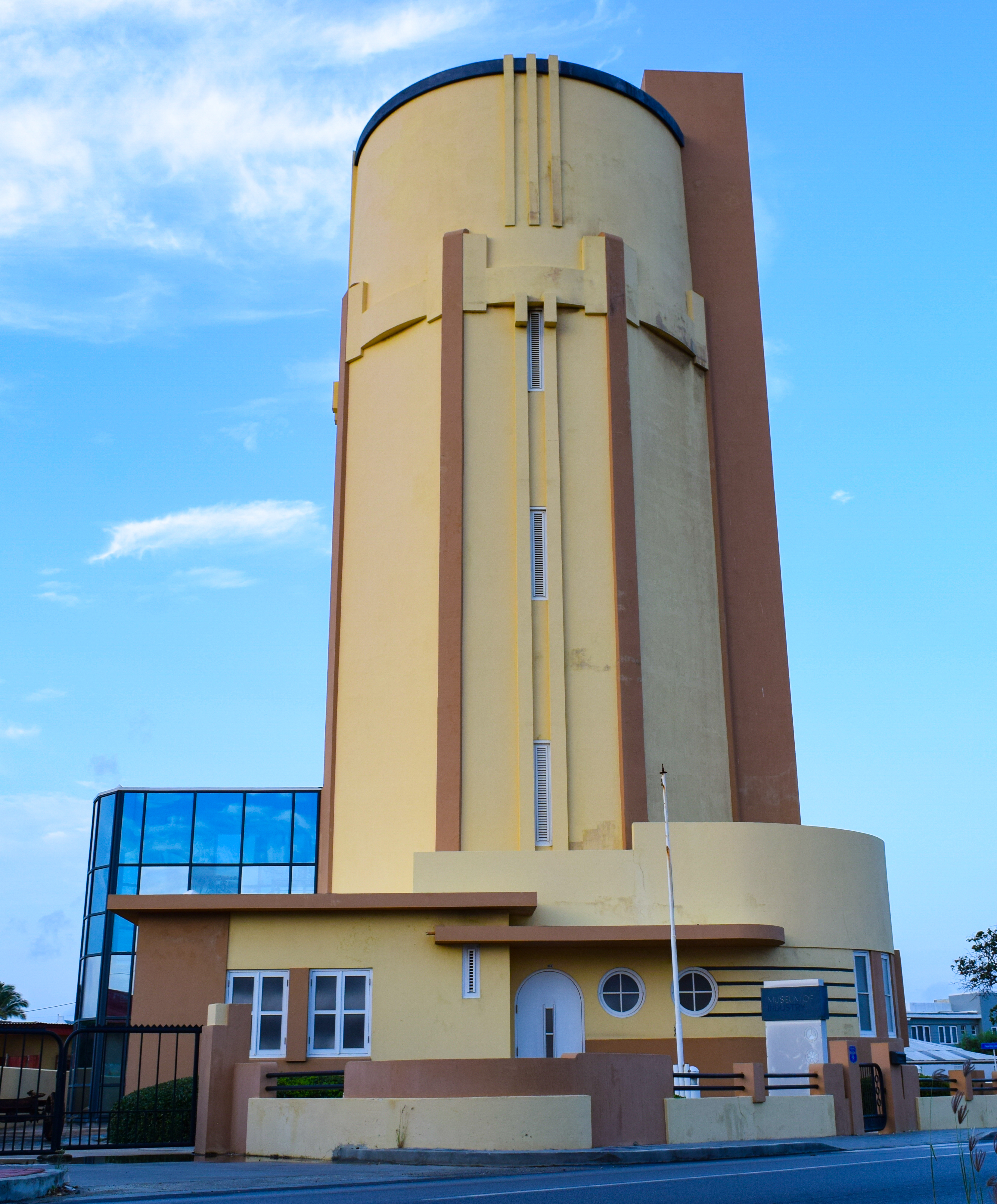
Watertoren San Nicolas mit Museumseingang

Der Watertoren San Nicolas ist einer der ersten Wassertürme auf der Insel Aruba und das heutige Industriemuseum von Aruba. Er befindet sich in der zweitgrößten Stadt San Nicolas an der Straße Bernardstraat.

## Geschichte
Die Wasserknappheit im frühen 20. Jahrhundert führte 1928 zur Gründung der Landwasserversorgung (Landswatervoorzieningsdienst) (LWV). Die LWV war zu diesem Zeitpunkt für die Trinkwasserversorgung der Bevölkerung auf Aruba, Bonaire und Curaçao zuständig.
Im Jahr 1933 wurde auf Aruba die erste Meerwasserdestillationsapparatur in Betrieb genommen und das zentrale Rohrleitungsnetz im Stadtgebiet von Oranjestad und San Nicolas installiert. Nach kurzer Zeit war in den Hauptnutzungszeiten der Druck im Wassernetz zu gering. Deshalb wurde 1934 beschlossen, zwei Wassertürme zu errichten. Der Wasserturm von San Nicolas wurde am 14. August 1939 in Betrieb genommen und der Wasserturm Oranjestad am 4. November 1939.

## Restrukturierung
Der unter Denkmalschutz (Nr. 04-002) stehende Wasserturm ist im Besitz des heutigen Wasserversorgers Water- en Energiebedrijf Aruba N.V. und wurde 2013 teilweise restauriert und umgebaut und beinhaltet heute das Industrie-Museum. Die Restrukturierungs- und Umbaukosten wurden mit rund zwei Millionen Aruba-Florin genannt.